# Mario Pérez Guadarrama
Mario Pérez Guadarrama (né le 30 juillet 1946 à Mexico au Mexique) est un joueur de football international mexicain, qui évoluait au poste de défenseur.

## Biographie

### Carrière en club
Avec le Club América, il remporte la Coupe champions de la CONCACAF en 1977.

### Carrière en sélection
Avec l'équipe du Mexique, il joue 58 matchs (pour un but inscrit) entre 1967 et 1972 [réf. nécessaire]. 
Il figure dans le groupe des sélectionnés lors de la coupe du monde de 1970. Lors de la compétition organisée dans son pays natal, il joue 4 matchs : contre l'Union soviétique, le Salvador, la Belgique et enfin l'Italie. Son équipe atteint le stade des quarts de finale.
Il participe également aux JO de 1968. Il joue 6 matchs lors du tournoi olympique.

## Palmarès
Club América
| - Championnat du Mexique (2) : - Champion : 1971 et 1976. - Coupe du Mexique (1) : - Vainqueur : 1973-74. |  | - Supercoupe du Mexique (1) : - Vainqueur : 1976. - Coupe des champions (1) : - Vainqueur : 1977. - Copa Interamericana (1) : - Vainqueur : 1978. |